# Elisenda Bou Balust
Elisenda Bou Balust   (Barcelona, 1986) és una enginyera de telecomunicacions catalana experta en Intel·ligència artificial (IA). L'any 2022 fou guardonada amb el Premi Princesa de Girona per la seva feina relacionada amb la IA.

## Trajectòria
Es va llicenciar l'any 2011 en enginyeria de telecomunicacions per la Universitat Politècnica de Catalunya (UPC). Aquell mateix any, també va finalitzar els estudis d'enginyeria electrònica per la Universitat de Las Palmas de Gran Canaria (ULPGC). Entre 2012 i 2016 fou becada por l'empresa tecnològica Thales Alenia Space España per estudiar la transferència inalámbrica d'energia per a constel·laciones de satèl·lits. El 2015 va començar a treballar com a professora associada en l'Escola d'Enginyeria Electrònica de la UPC, on va romandre fins 2020. En 2018, es va doctorar per la UPC en col·laboració amb el Massachusetts Institute of Technology (MIT) amb la tesi titulada Wireless power transfer, centrada en la transferència inalàmbrica d'energia.
Al llarg de la seva carrera ha col·laborat amb l'agència espacial estatunidenca NASA, el MIT i Google en el camp de la intel·ligència artificial aplicada a satèl·lits. En l'àmbit empresarial, fou cofundadora i directora de tecnologia de l'startup Vilynx, especialitzada en intel·ligència artificial. L'octubre de 2020, la empresa fou adquirida per Apple por 42 milions de dòlars. Aquesta fou la primera adquisició que Apple va realitzar a Espanya. Després de la compra, la companyia va crear un centre d'intel·ligència artificial a Barcelona i va mantenir l'equip original. Bou va dirigir la divisió de Media Knowledge i Content Understanding d'Apple fins a setembre de 2024. Posteriorment, va fundar Cala AI, una altra empresa de base tecnològica.
A més de la seva feina tècnica i empresarial, participa activament en iniciatives para fomentar l'interès de les nenes i joves en els estudis científics i tecnològics STEM. En les seves intervencions públiques, destaca la importància de visibilitzar les dones de l'àmbit tecnològic en els mitjans de comunicació i de trencar estereotips associats a aquestes professioes.

## Reconeixements
L'any 2013, Elisenda Bou Balust fou guardonada amb el Faculty Research Award de Google, un reconeixement que es concedeix a persones investigadores d'arreu del món per recolzar projectes amb potencial d'aplicació pràctica. L'any 2018 va rebre el premi Jove Empresari de Catalunya, atorgat per l'Associació Independent de Joves Empresaris de Catalunya (AIJEC). Aquest guardó busca destacar i donar visibilitat a les iniciatives empresarials liderades por persones menors de 45 anys amb empresa pròpia a Catalunya.
L'any 2022 fou reconeguda amb el Premi Princesa de Girona en la categoria Empresa, por la seva feina en el camp de la intel·ligència artificial. El jurat va valorar tant la seva trajectòria acadèmica con la seva experiència emprenedora, i la va assenyalar com a un referent internacional en ciència i tecnologia. Aquell mateix any també fou una de les guanyadores del Premi Mujeres A Seguir (MAS), en la categoria de Tecnologia. Aquests premis, promoguts pel Diari AS, distingeixen la carrera i l'esforç de dones destacades en diferents àmbits professionals.
El 2025 fou inclosa a la llista Forbes de les 100 dones més influents de Catalunya.